# Tim Palmer
Timothy Noel „Tim“ Palmer (Kingston upon Thames, 31 de dezembro de 1952) é um físico e meteorologista britânico.
Recebeu a Medalha Dirac 2014 do Instituto de Física.

## Obras
- com F. Molteni, R. Buizza, T.  Petroliagis The ECMWF Ensemble Prediction System: Methodology and validation, Quarterly Journal of the Royal Meteorological Society, Volume 122, 1996, p. 73–119
- com G.J. Shutts, R. Hagedorn, F.J. Doblas-Reyes, T. Jung, M. Leutbecher: Representing Model Uncertainty in Weather and Climate Prediction, Annual Review of Earth and Planetary Sciences, Volume 33, 2005, p. 163–193.
- Editor com Paul Williams: Stochastic physics and climate modeling, Cambridge University Press 2010
- Editor com Renate Hagedorn: Predictability of weather and climate, Cambridge University Press 2008